# Отто I (маркграф Баден-Хахберга)
Отто I Баден-Хахбергский (нем. Otto I. von Baden-Hachberg, ум. 1386) — маркграф Баден-Хахберга, правивший в период с 1369 по 1386 годы.
Отто I был старшим сыном маркграфа Генриха IV и Анны фон Юзенберг. Уже при жизни отца он участвовал в принятии властных решений: среди прочего, выполняя в 1364 году посредническую миссию между правящим маркграфом и Фрайбургом и, позднее, в 1367/68 годах в союзе с многими другими дворянами поддержав графа Фрайбурга Эгино в его борьбе с городом Фрайбургом.
В 1372 году император Карл IV передал ему и его брату Хессо права фогта в монастыре Тенненбах (нем. Kloster Tennenbach).
В 1385 году Отто Баден-Хахбергский оказался вовлечён в вооружённый конфликт со страсбургским епископом Фридрихом фон Бланкенхаймом из-за крепости Хёинген, улаженный в том же году при посредничестве австрийского герцога Леопольда и вюртембергского герцога Эберхарда.
Один из сторонников Габсбургов, Отто I принял активное участие в швейцарском походе Леопольда III, пав 9 июля 1386 года в решающем сражении при Земпахе.
После его смерти власть в Баден-Хахберге перешла к его братьям Иоганну и Хессо.

### Семья
О семейном положении Отто I имеются противоречивые сведения. С одной стороны, встречается упоминание, что с 1356 года он был женат на Елизавете Мальтерер — дочери состоятельного фрайбургского барона Иоганна Мальтерера (нем. Johann Malterer), которому стеснённый в средствах отец Отто I был вынужден заложить родовое владение Хахберг; плодом этого брака была дочь Эмилия, выданная замуж за рыцаря Иоганна фон Рухена. Другие источники имени жены Отто I не называют вовсе, но говорят о двух сыновьях и дочери маркграфа. Вероятно, что жена и дети Отто Баденского скончались до него, поскольку они не сыграли никакой роли при дальнейшей передаче власти.